# Catedral ortodoxa Nuestra Señora de Kazán (La Habana)
La catedral ortodoxa Nuestra Señora de Kazán, es un templo ortodoxo ruso situado en la Avenida del Puerto, entre las calles Sol y Santa Clara, próximas a la Alameda de Paula en La Habana Vieja, zona más antigua de la capital de Cuba, declarada por la Unesco como Patrimonio de la humanidad. Fue construida en una parcela de terreno que tenía un edificio en ruinas y se recuperó para la iglesia.

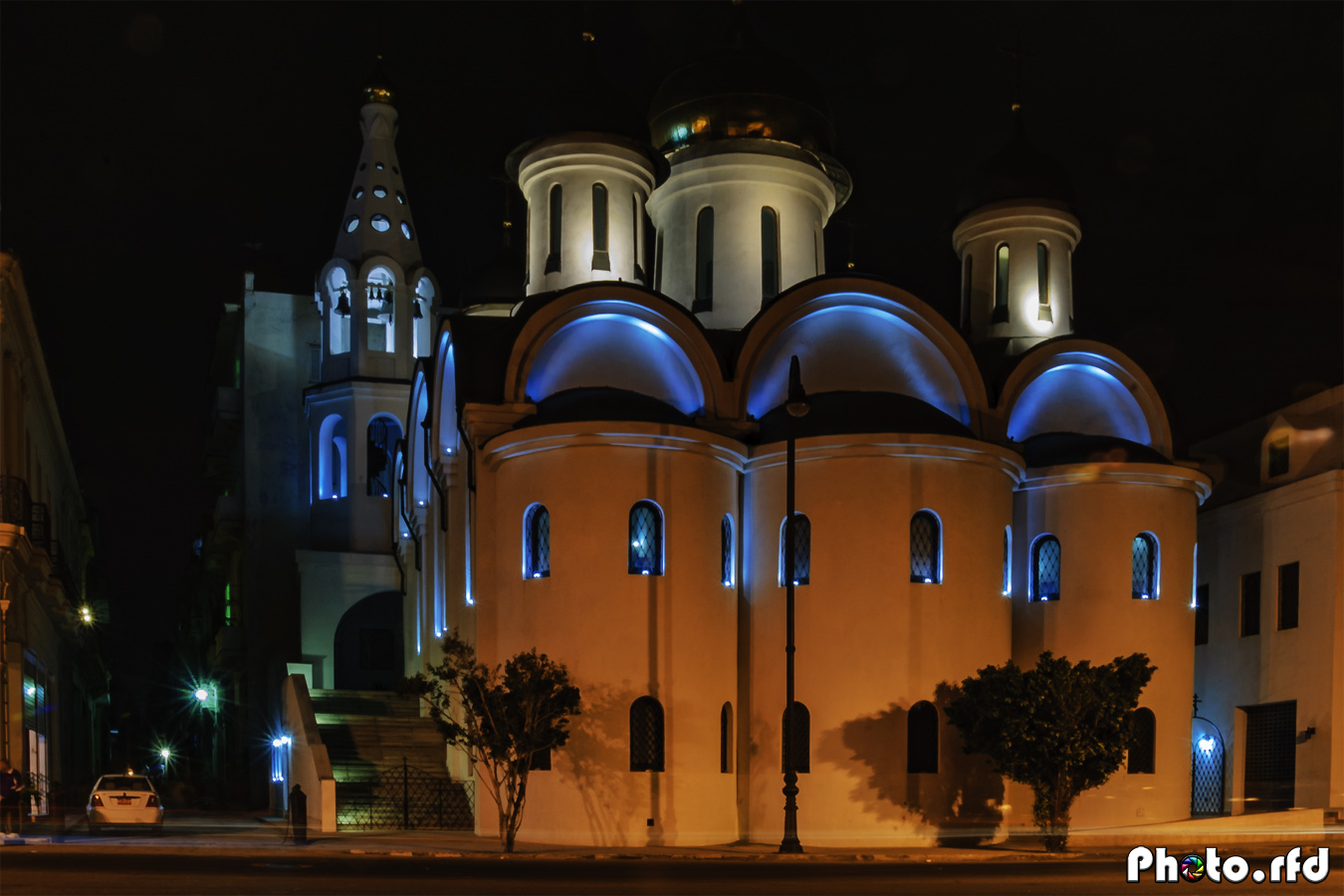
Vista nocturna de la Catedral ortodoxa Nuestra Señora de Kazán en La Habana.

## Construcción
La primera piedra de la catedral fue puesta en su lugar el 14 de febrero de 2006. Fue finalizada 32 meses después, el 19 de octubre de 2008, por el presidente de Cuba Raúl Castro y consagrada por el Metropolita Kiril de Smolensk y Kaliningrado, en la actualidad Patriarca de Moscú. Posteriormente fue visitada por el entonces presidente ruso Dmitri Medvédev.
Fue ejecutada por especialistas de la Oficina del Historiador y especialistas de Rusia. Abarca un área de 200 metros cuadrados. Fue diseñada por el arquitecto ruso Alexey Vorontsov y su colega cubano Jaime Rodríguez. Su compatriota, ingeniero Pedro Rodríguez, fue el proyectista estructural. Ambos viajaron a Rusia para familiarizarse con este tipo de construcciones.

### Estructura
La iglesia de estilo bizantino tiene seis vistosas cúpulas, dos laminadas en oro (la mayor y la menor) y cuatro en bronce, las cuales están coronadas por cuatro cruces de oro sólido. La escalera de acceso fue construida con granito de la provincia de Sancti Spíritus y se dice que es la segunda más grande entre las construidas fuera de Rusia, solo antecedida por una en Israel.
El sistema constructivo utilizó el abovedado y prescindió de cabillas, cemento, ni madera para encofrarlo. 
Está dividida en 11 áreas fundamentales: la  morada del arcipreste; el salón de reuniones; la Pila Bautismal, un área técnica; la Basílica; la Diócesis con un bloque habitacional; el mirador, la cocina, biblioteca, baños públicos y una tienda de utensilios religiosos.
El iconostasio o altar interior de oro fue construido en el monasterio de la Trinidad y San Sergio en Rusia por maestros pintores y escultores. Las paredes poco a poco se adornaron con murales, como indica la tradición bizantina.